# Talisay (Negros Occidental)
Talisay (ceb. Dakbayan sa Talisay, ilokański Ciudad ti Talisay, tagalski Lungsod ng Talisay) – miasto na Filipinach, w prowincji Negros Occidental (region Zachodnie Visayas), w północno-zachodniej części wyspy Negros. Według spisu ludności z maja 2020 roku, zamieszkiwało je 108 909 mieszkańców.